# NPD Group
Le NPD Group, (autrefois National Purchase Diary), est une entreprise américaine d'étude de marché fondée en 1966. Elle est basée à Port Washington.